# Agnes MacLaren
Agnes McLaren (4 de julho de 1837 – 17 de abril de 1913) FRCPI foi uma respeitada médica escocesa que foi uma das primeiras a prestar assistência médica a mulheres na Índia que, por causa do costume, não conseguiam obter ajuda médica de médicos do sexo masculino. Agnes foi ativa em causas de justiça social, incluindo protestos contra o comércio de escravos brancos.  Ela assinou a petição pelo sufrágio feminino de 1866 e foi secretária da Sociedade Nacional para o Sufrágio Feminino de Edimburgo ao lado de sua madrasta, Priscilla Bright McLaren.  Em 1873 ela viajou com Priscilla e Jane Taylour para dar palestras sobre sufrágio em Orkney e Shetland. Seu pai apoiou a campanha das primeiras mulheres que buscaram estudar medicina na Universidade de Edimburgo e Agnes tornou-se amiga de Sophia Jex-Blake, uma das Sete de Edimburgo. Seu pai, entretanto, não apoiou as ambições de Agnes nesta área. E como não conseguiu formar-se em medicina na Escócia, foi estudar em França e mais tarde, para poder exercer a profissão em casa, tornou-se membro do Royal College of Dublin.
Ela trabalhou com as Irmãs Franciscanas do Hospital quando estava em treinamento, e mais tarde se converteu à fé católica para realizar o trabalho missionário, embora a lei católica romana ainda impedisse que suas irmãs de voto fossem médicas até 1936.

## Biografia
McLaren nasceu em Edimburgo, Escócia. Filha de Duncan McLaren, empresário presbiteriano e proeminente político liberal, de seu segundo casamento. Sua mãe morreu quando ela tinha apenas três anos. A terceira esposa de seu pai foi Priscilla Bright e com o tempo eles trabalhariam juntos.

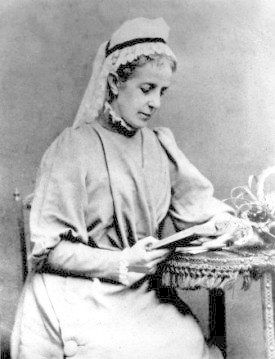
Agnes McLaren

Ela ingressou na escola de medicina da Universidade de Montpellier em 1876, tornando-se a décima mulher na Grã-Bretanha a se formar como médica. Em 1877, ela fez parte do corpo diretivo da London School of Medicine for Women. Ela era médica visitante no Dispensário da Missão Médica Cannongate em Edimburgo. Em 1882, ela também era membro do Royal College of Physicians of Ireland e tinha consultório em Cannes. Ela passaria os verões em Edimburgo e se mudaria para a França no inverno.

## Índia
Em 1898, aos 61 anos, ela se converteu à Igreja Católica Romana, e mais tarde foi para Rawalpindi, norte da Índia (atual Paquistão) com uma missão católica, ela havia aprendido sobre as enormes necessidades de saúde das mulheres na Índia. Devido ao costume indiano de reclusão para as mulheres ( purdah ), elas não podiam ser atendidas por homens que não fossem seus familiares imediatos, um costume que significava que também não podiam receber cuidados médicos de médicos do sexo masculino. Com tão poucas mulheres médicas no início da década de 1900, literalmente milhares de mulheres morriam de doenças ou durante o parto todos os anos e muitos bebês também morriam na infância. McLaren respondeu a este problema estabelecendo o Comitê de Missão Médica em Londres, que financiou a abertura de um pequeno hospital, o Hospital St. Catherine, em Rawalpindi, uma área particularmente carente.
Durante a sua busca por mulheres que pudessem ajudar a administrar o hospital, McLaren descobriu que o Direito Canônico Católico proibia as Irmãs Religiosas de prestar este nível de cuidados médicos. Ela solicitou ao Papa e à Santa Sé que levantassem a restrição e, enquanto aguardava uma resposta, continuou a procurar mulheres interessadas em cuidados de saúde no estrangeiro. Anna Maria Dengel, uma austríaca, respondeu ao pedido da McLaren, mas nunca conseguiu se encontrar com McLaren, que morreu logo após o início da correspondência. No entanto, antes de sua morte, McLaren encorajou Dengel a estudar medicina na Universidade de Cork, dando início a Dengel se tornar médica e, anos depois, a iniciar uma nova congregação religiosa, as Medical Mission Sisters. Eles são uma congregação católica de Irmãs formadas como médicas e enfermeiras e outras formas de profissionais de saúde, dedicadas a prestar cuidados de saúde a mulheres e crianças em todo o mundo. Em 1915, após ler um panfleto biográfico sobre a vida de McLaren, a médica australiana Mary Glowrey experimentou sua vocação para trabalhar como médica missionária em Guntur, na Índia. Mary Glowrey recebeu permissão especial do Papa Bento XV para trabalhar como médica e religiosa em 1920.
McLaren morreu em 1913 e foi enterrada em Antibes, França. Seu obituário no British Medical Journal a descreve como: "uma mulher de forte individualidade e caráter, conhecida por um grande círculo de trabalhadores filantrópicos de muitas nações, muitas raças e muitos credos."